# Diplacina bolivari
Diplacina bolivari – gatunek ważki z rodziny ważkowatych (Libellulidae).